# Зеленцова, Татьяна Петровна
Татьяна Петровна Зеленцова (род. 5 августа 1948, Новороссийск, Краснодарский край) — советская легкоатлетка, первая чемпионка Европы в беге на 400 м с/б.

## Спортивная карьера
Родилась в семье ветерана Великой Отечественной войны и труда А. А. Климчук. Училась в школе № 1. В этой же школе её первая учительница по физкультуре, Римма Тимофеевна Микурова, приобщила её к спорту. С тех пор Таня не расставалась со спортом. После окончания школы в 1963 году поступила в Индустриальный техникум.
Будучи студенткой техникума, начала серьёзно заниматься лёгкой атлетикой под руководством заслуженного тренера РСФСР Юрия Робертовича Френкеля, и уже в 1968 году стала мастером спорта СССР в беге на 80 м с/б. Увлекаясь многими видами спорта,Таня в дальнейшем выполнила норматив мастера спорта на дистанциях: 100 с/б, 200 с/б, 400 с/б, 800 м, пятиборье и прыжках в длину. В 1968 году, окончив техникум, она уезжает в Москву и становится студенткой ГЦОЛИФКа, но вскоре в связи с материальными трудностями призвалась в Армию (ЦСКА) и перевелась на заочное отделение. В 1974 году она окончила институт.
С 1970 по 1980 год Татьяна выступала за свой любимый ЦСКА, в 1976 году стала первой чемпионкой СССР в беге на 400 м с/б. С тех пор это её любимая дистанция. В 1977 году на чемпионате СССР Зеленцова заняла только 3-е место, но самое страшное было впереди. Врачи поставили диагноз: тяжёлое заболевание почек. Никакого спорта, детей, только строгая диета или смерть. После 45 дней в госпитале им. Бурденко, Таня приняла решение об окончании большого спорта и поступила в Высшую школу тренеров при ЦК КПСС. Учась в школе она понемногу вернулась к тренировкам. И уже 19 августа 1978 года на мемориале В. В. Куца установила мировой рекорд — 55,31 сек — в беге на 400 м с/б. А через две недели на чемпионате Европы в Праге выиграла золото с новым мировым рекордом 54,89 сек. После финиша Татьяна Зеленцова получила звание Заслуженного мастера спорта СССР. Всё это время её наставником был Заслуженный тренер СССР Анатолий Иванович Юлин.
В 1980 году Т. Зеленцова окончила Высшую школу тренеров и уехала в Узбекистан, где в течение нескольких лет проработала «бегающим» тренером. Последний раз Татьяна стартовала на спартакиаде народов СССР в 1983 году вместе со своими ученицами. Тогда она обогнала своих учениц и финишировала, установив рекорд Узбекистана, с результатом 56,13 сек. В 1983 году она стала Заслуженным тренером РСФСР. С 1984 по 1991 года Зеленцова работает старшим тренером ШВСМ г. Москвы в барьерном беге. А в 1991 году Татьяна уехала в США.
Татьяна Петровна замужем, имеет двух дочерей и внучку.

## Награды и звания
- Заслуженный мастер спорта СССР
- Заслуженный тренер РСФСР